# Bobby Bland
Robert Calvin "Bobby" Bland, även kallad Bobby "Blue" Bland, född 27 januari 1930 i Barretville i Shelby County, Tennessee, död 23 juni 2013 i Germantown nära Memphis, Tennessee, var en amerikansk bluessångare.
Bobby Bland är ett av de största namnen inom texasbluesen. Han började spela in i början av 1950-talet men fick inga större hits förrän 1957 då han släppte "Farther up the Road". Andra hits med honom är  "I Pity the Fool" och "Turn on Your Love Light". Vid sin sida hade han så gott som alltid inflytelserika bluesgitarrister.
Bland valdes in i Rock and Roll Hall of Fame 1992 och mottog 1997 Grammy Lifetime Achievement Award.
Hiphop-artisten Jay-Z samplade refrängen i Blands Ain't No Love in the Heart of the City och använde i sin låt Heart of the City (Ain't No Love) från albumet The Blueprint.

## Diskografi
- 1958 – Blues Consolidated
- 1960 – Like Er Red Hot
- 1963 – Bobby Bland-Jimmy Soul-Johnny Watson
- 1963 – Call on Me
- 1964 – Ain't Nothing You Can Do
- 1966 – The Soul of the Man
- 1967 – Touch of the Blues
- 1969 – Here's the Man!
- 1969 – Spotlighting the Man
- 1970 – If Loving You Is Wrong
- 1973 – His California Album
- 1974 – Dreamer
- 1974 – Woke up Screaming
- 1975 – Get on Down with Bobby Bland
- 1976 – Together Again...Live (live)
- 1977 – Reflections in Blue
- 1978 – Come Fly with Me
- 1979 – I Feel Good, I Feel Fine
- 1980 – Sweet Vibrations
- 1981 – Try Me, I'm Real
- 1982 – Here We Go Again
- 1983 – Foolin' with the Blues
- 1983 – Tell Mr. Bland
- 1985 – Blues in the Night
- 1985 – Members Only
- 1985 – Turn on Your Love Light
- 1986 – After All
- 1987 – Blues You Can Use
- 1987 – First Class Blues
- 1989 – Midnight Run
- 1990 – I Like to Live the Love
- 1990 – You've Got Me Loving You
- 1991 – Portrait of the Blues
- 1993 – Years of Tears
- 1994 – Long Beach 1983 (live)
- 1995 – Really the Blues
- 1995 – Sad Street
- 1998 – Just One More Step
- 1998 – Live on Beale Street
- 1998 – Not Ashamed to Sing the Blues
- 1998 – Memphis Monday Morning
- 2002 – Two Steps From the Blues
- 2003 – Blues at Midnight (live)